# 奈良県道167号吉野神宮停車場線
奈良県道167号吉野神宮停車場線（ならけんどう167ごう よしのじんぐうていしゃじょうせん）は、奈良県吉野郡吉野町を通る一般県道である。

## 概要
吉野郡吉野町大字丹治から吉野郡吉野町大字橋屋に至る。
吉野神宮への参道。行楽期には吉野山へ向かう車両で渋滞が発生することがある。

### 路線データ
- 起点：吉野郡吉野町大字丹治（奈良県道39号五條吉野線交点）
- 終点：吉野郡吉野町大字橋屋（奈良県道15号桜井明日香吉野線交点）

## 地理

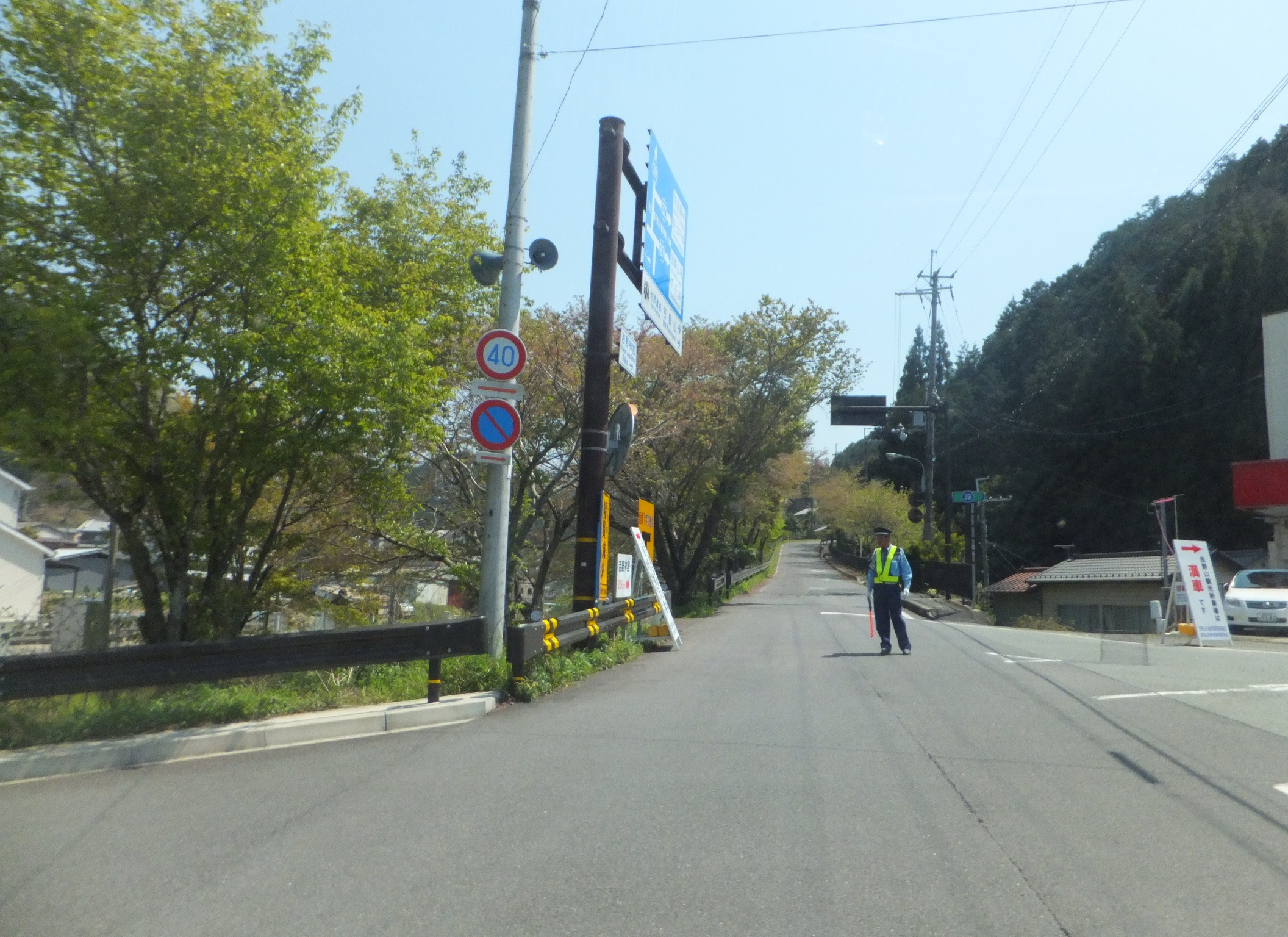
起点付近
吉野郡吉野町大字丹治で撮影

### 通過する自治体
- 奈良県
  - 吉野郡吉野町

### 交差する道路
| 交差する道路                 | 交差する場所 | 交差する場所 |
| ---------------------------- | ------------ | ------------ |
| 奈良県道39号五條吉野線       | 大字丹治     | 起点         |
| 奈良県道15号桜井明日香吉野線 | 大字橋屋     | 終点         |

### 沿線
- 近鉄吉野線 吉野神宮駅